# Harry van Dyk
Harry van Dyk (eigentlich Harry van Dijk, * um 1900; † ) war ein niederländischer Musiker (Schlagzeug) und Bandleader, der sich in Deutschland im Bereich der Jazz- und Unterhaltungsmusik betätigte.

## Leben
Harry van Dijk arbeitete ab den frühen 1930er-Jahren in den Niederlanden als Jazzmusiker; 1932 spielte er im Orchester Paul Kley in Amsterdam und unternahm mit Kley im Sommer 1933 eine Amerika-Tournee. Von 1939 bis 1943 spielte er in Deutschland in den Bands von Kurt Widmann und Kurt Hohenberger, ferner arbeitete er mit zahlreichen Studio-Orchestern, wie denen von Michael Jary, Henk Bruyns, Guus Janssen, Willy Berking, Teddy Kleindin, Hans Rehmstedt, Primo Angeli, Adolf Steimel, Benny de Weille und Meg Tevelian. 1942 hatte er Gelegenheit, unter eigenem Namen (meist als Harry van Dyk) einige Schellackplatten für das Label Tempo aufzunehmen, meist Swing-orientierte Instrumentalnummern wie „Loesje“ (Tempo 5137), „Mitternacht am Congo“/„Rhythmus“ (von Willy Berking, Tempo 5144), „Rugby“ (von Curt Hasenpflug; Tempo 5145), „Harry und seine Trommel“/„Nocturne“ (von Benny de Weille, Tempo 4005), „Amazonas“ (Tempo 5137) und „Ich brauche keine große Liebe“/„Tanz der Pinguine“ (Tempo E4006). In seiner Studioband spielten u. a. Rinus van den Broek (tp), Jos Breyre bzw. André Smit (tb), Benny de Weille (cl, as), Eugen Henkel, Cees Verschoor (as, ts), Tip Tischelaar (p), Meg Tevelian (git) und Cesare Cavaion (kb). Im Bereich des Jazz war er zwischen 1939 und 1943 an 40 Aufnahmesessions beteiligt. Nach Kriegsende spielte er mit einem kleinen Orchester in amerikanischen Soldatenclubs, u. a. in Frankfurt/Main, wo er auch wohnte; 1955 arbeitete er als Hotelmusiker in Bad Homburg.
Nach Ansicht von Ingo Schweck war Harry van Dijk „ein guter Swingdrummer“, der „seine Aufnahmen jazzmäßig interessant“ gestaltete.

## Diskographische Hinweise
- Die großen Tanzorchester 1930 - 1950: Harry Van Dyk & Meg Tevelian